# Unbroken (album)
Albums de Demi Lovato
Here We Go Again
(2009) DEMI
(2013)
Singles
Unbroken est le troisième album de la chanteuse américaine Demi Lovato. Cet opus est sorti le 20 septembre 2011 sous le label de Hollywood Records. Demi a travaillé avec plusieurs producteurs et de compositeurs comme Toby Gad, Rock Mafia (en), Timbaland, Dreamlab et d'autres. Elle a enregistré cet album une fois la promotion de son deuxième album terminé à savoir en été 2010 et l'a terminé en avril 2011 après son traitement. Cet opus a des influences pop qui vont vers des artistes comme Rihanna et Keri Hilson. C'est le premier album que Lovato fait hors Disney.
"Unbroken" a reçu des critiques très positives, dont beaucoup ont apprécié le son et la maturité que Demi a utilisé pour cet opus. D'après certaines critiques, cet album a une forte maturité à revendre. La majorité des chansons se sont inspirés de la vie amoureuse de Demi, de ses problèmes, de ses coups de cœur etc. Sur le plan musical, "Unbroken" est classé dans le genre pop avec du RnB et de la dance. L'album a commencé à la quatrième place du Top Billboard avec plus de 96 000 copies vendues dès la première semaine et à la première place sur iTunes. L'album est aussi arrivé dans le Top 5 au Canada et en Nouvelle-Zélande. Globalement il a été vendu à plus de trois millions d'exemplaires dans le monde.
Son premier single: "Skyscraper" est sorti le 12 juillet 2011 et est devenu un hit dans le monde entier en se classant dans le Top 10 dans le Billboard Hot 100. Il a été certifié Disque d'or par la RIAA aux États-Unis, ce qui est le premier single de Demi qui a été certifié. Dès la première semaine, il s'est vendu à plus de 176 000 copies sur iTunes et est arrivé au Top 20 au Canada et en Nouvelle-Zélande. Son prochain single est "Give Your Heart A Break". Le 17 novembre 2011, il est certifié Disque d'or au Brésil.

## Développement

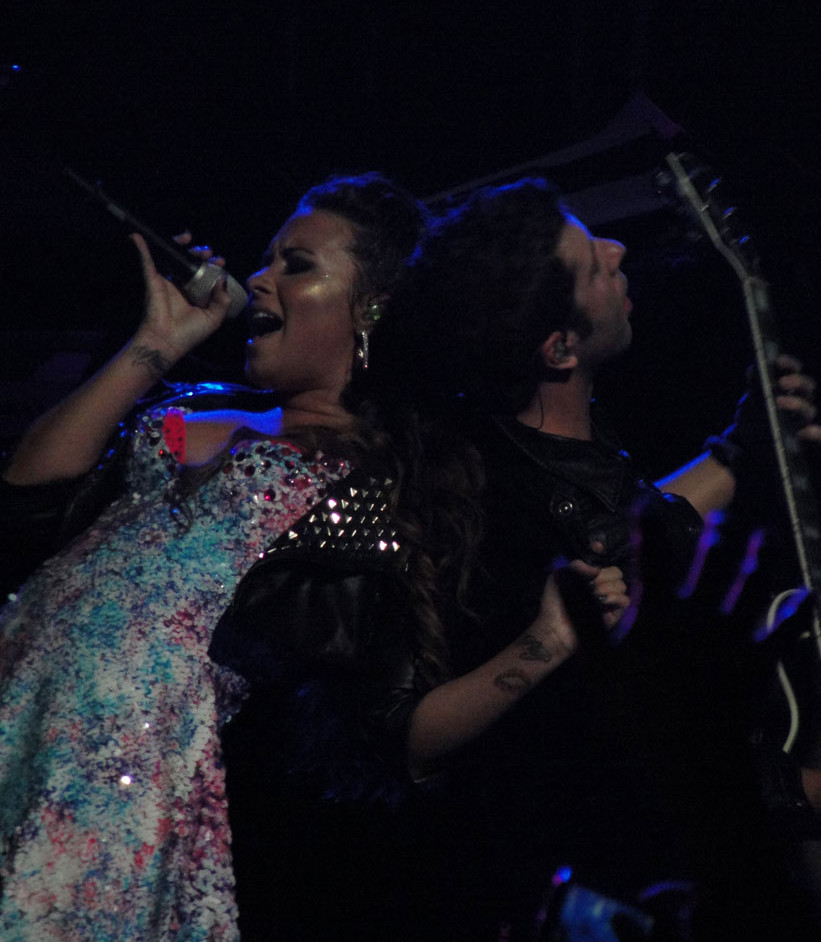
Demi Lovato sur scène pendant sa tournée.

Après la sortie du deuxième album de Demi, à savoir Here We Go Again en juillet 2009 et la fin de sa tournée d'été, Demi avait décidé de se concentrer sur sa carrière d'actrice, elle a donc mis entre parenthèses sa carrière musicale et a été occupée sur le tournage de sa série Sonny, de Grey's Anatomy et du téléfilm à succès Camp Rock 2 ainsi que l'enregistrement de plusieurs bandes originales. Malgré ça, Demi a commencé à travailler sur "Unbroken" en juillet 2010 avec le producteur Dapo Torimiro.
Le même mois, la chanteuse donne une interview à la célèbre chaîne MTV, dans laquelle elle déclare qu'elle est en train de créer un nouveau son qui s'avérait être très amusant et très nouveau pour elle, un vrai mélange de R&B et de Pop. Plus tard, lors d'une conversation avec "AHN", elle nomme Rihanna et Keri Hilson comme référence. Lors de cette période, elle i avait déclaré qu'elle ne voulait pas presser le temps de travail et de sortie de l'album et qu'elle voulait prendre son temps: « Tous les autres albums que j'ai fait jusqu'à présent n'ont pas été conçus dans l'intervalle de temps que j'espérais; c'était beaucoup trop vite. C'est vrai que j'étais toujours sur le tournage de plusieurs séries, de plusieurs films et surtout en tournée, donc forcément je ne pouvais pas prendre mon temps. Pour cet opus, j'ai décidé d'y aller doucement, car dans les deux précédents il y a des choses que je regrette et je ne veux pas que ce soit pareil pour cet opus ».
En août 2010, Demi a commencé une tournée mondiale dans l'optique de promouvoir son film à succès :"Camp Rock 2" aux côtés des Jonas Brothers, malheureusement, elle a quitté la troupe de tournée en novembre 2010 pour entrer dans une clinique pendant trois mois à cause de problèmes personnels. Pendant ce temps, l'enregistrement de l'album a été interrompu. Quelque temps après avoir quitté la clinique, la chanteuse s'est remise au travail et en avril 2011 il a été déclaré qu'elle travaillait avec les producteurs et compositeurs Sandy Vee et August Rigo. Plus tard dans le mois, elle annonce qu'elle a rompu son contrat avec la chaîne qui l'a rendu célèbre, à savoir Disney Channel mais aussi avec sa série dans laquelle elle avait le rôle principal. Elle a quitté sa série, car elle voulait se concentrer sur sa carrière musicale.
En juillet 2011, elle décrit l'album comme étant plus mature que les deux précédents et beaucoup plus amusant et rayonnant que son premier single promotionnel "Skyscraper", et, que les autres morceaux sont plus intenses. Le 11 août 2011, Demi utilise ses pages Facebook et Twitter pour annoncer le nom de l'album: "Unbroken".
En août 2011, Lovato explique le choix de la chanson "All Night Long" dans laquelle apparait Missy Elliott et Timbaland: « En fait, ce morceau est l'opposé de Skyscraper et ça parle du fait qu'il faut rester éveiller toute la nuit et chanter des chansons au garçon qui te plait. C'est un peu du flirt amusant et ça ressort un niveau de maturité suffisant pour moi. »

## Production
En juin 2011, Demi a déclaré au magazine "Seventeen Magazine": « Je suis tellement excitée à l'idée de retourner en studio ! C'est une excellente thérapie car vous pouvez vous exprimer sur ce que vous ressentez, sur ce que vous voulez dire au monde entier, montrer qui je suis à travers ma musique. Il ne faut pas oublier que j'ai été très chanceuse de travailler avec des personnes aussi talentueuses jusqu'à maintenant ! Avec cet album, j'espère vraiment inspirer des filles qui sont passées par les mêmes problèmes que moi. Je crois qu'il y aura du bon matériel avec cet opus. Mon premier single est très spécial à mes yeux, il symbolise le voyage que j'ai vécu, la différence entre la personne que j'étais avant et la jeune femme joyeuse et en bonne forme que vous voyez. Je suis tellement contente de pouvoir partager ça avec vous ! L'expérience a été fantastique jusque-là et j'ai apprécié tout le déroulement des évènements. Il y a beaucoup d'émotions dans cet albums et je suis contente de savoir que mes fans vont pouvoir le découvrir ».
Il y a eu environ 20 morceaux qui ont été enregistrés et composés pour cet opus, l'un d'entre eux est un duo avec un son très R&B. Lovato a aussi travaillé avec Dreamlab, Rock Mafia, Ryan Tedder et Kara DioGuardi. Ryan Tedder s'est exprimé sur le fait de travailler avec Demi: « Demi m'a étonné avec sa magnifique voix ! Je ne savais pas qu'elle avait une vois pareille. C'est l'une des meilleures chanteuses avec qui j'ai travaillé. Son niveau et sa puissance vocale est juste incroyable, enfin elle a autant de talent que Kelly Clarkson, et Kelly est vraiment une icône dans le monde de la musique. Demi est époustouflante ». Il a aussi expliqué le choix de la chanson qu'ils ont coécrit ensemble, d'après lui, elle a plus de rythme que le single Skyscraper : « Je pense que tout le monde voulait l'entendre parler de ce qu'elle a vécu et son premier single en est la bonne illustration mais mois je voulais l'aider à montrer aux gens et à ses fans que malgré ça, elle reste une jeune femme qui aime profiter de la vie et qui aime s'amuser. Il y a même du rap dedans ». La chanson Mistake a des points communs avec la chanson Born To Be de Girls' Generation.

## Critiques
L'album a reçu, en général, des critiques très positives sur sa composition, soit sa totalité. Pour les célèbres critiques de "Metacritic", l'album a un score de 59 sur 100 basé sur quatre critères, premièrement ils ont reconnu l'évolution de la voix de Demi Lovato comparé à ses deux précédents albums, deuxièmement que certaines ballades de l'album sont intenses, troisièmement que derrière ses allures de femme il y a une certaine immaturité dans certains de ses morceaux et quatrièmement que cet opus, malgré son titre, tourne beaucoup trop autour des fêtes.
Stephen Thomas Erlewine a donné à l'album un score assez mitigé, à savoir 2 étoiles et demie sur 5 en critiquant l'album une sur-présence de chansons de "fêtes": « Elle fait comme si tout va bien dans sa vie et qu'il n'y a aucun problème. C'est dur de penser ça vu ce qu'elle a vécu et aussi le fait qu'elle ne pouvait pas trop supporter les clubs ». Il fait référence, malgré ses critiques, aux chansons All Night Long, Who's That Boy, Fix a Heart et Skyscraper comme étant des chansons culte. Monica Herrera du magazine Rolling Stone a donné une note de 2 étoiles sur 5 en déclarant que la voix de Demi a évolué mais que ses chansons n'en ont pas fait de même.
Malgré ces critiques mitigées, Jon Caramanica du New York Times a donné des critiques positives à l'album en déclarant que c'était une opportunité pour Demi que de se sentir délivrée et guérie. Melissa Maerz de Entertainment Weekly a, elle aussi, une bonne note à l'album avec un B+ en déclarant que ça a été une année très dure pour Demi et que, comme Rihanna, des moments durs peuvent créer de magnifiques chansons. Becky Brain a applaudi le travail de Demi en disant que ce n'est pas facile pour une jeune star de passer de Teen idol découverte par Disney à une jeune femme dans le monde musicale et qu'elle trouvait qu'elle faisait de l'excellent boulot. Absolute Punk a donné à Lovato une note de 81 sur 100 en soulignant le superbe travail que Demi a fait.

## Liste des titres
| No  | Titre                                                 | Auteur | Producteur(s)              | Durée |
| --- | ----------------------------------------------------- | --- | -------------------------- | ----- |
| 1.  | All Night Long (featuring Missy Elliot and Timbaland) | Timothy Mosley, Jim Beanz, Jerome "Jroc" Harmon, Elliot, Lyrica Anderson, Nire, Garland Mosley, Demi Lovato, J. Angel | Timbaland                  | 3:14  |
| 2.  | Who's That Boy (featuring Dev)                        | Ryan Tedder, Noel Zancanella, Devin Tailes                                                                            | Tedder, Zancanella, Tailes | 3:12  |
| 3.  | You're My Only Shorty (featuring Iyaz)                | Antonina Armato, Tim James                                                                                            | Rock Mafia                 | 3:06  |
| 4.  | Together (featuring Jason Derülo)                     | T. Mosley, Beanz, Anderson, Tiyon Mack, Lovato, G. Mosley                                                             | Timbaland, Beanz           | 4:33  |
| 5.  | Lightweight                                           | T. Mosley, Beanz,G. Mosley, Shanna Crooks, Frankie Storm                                                              | Timbaland, Beanz           | 4:01  |
| 6.  | Unbroken                                              | Daniel James, Leah Haywood, Lovato                                                                                    | DreamIab                   | 3:18  |
| 7.  | Fix A Heart                                           | Emanuel Kiriakou, Priscilla Renea                                                                                     | Kiriakou                   | 3:13  |
| 8.  | Hold Up                                               | James, Haywood, Ross Golan                                                                                            | Dreamlab                   | 2:50  |
| 9.  | Mistake                                               | James, Haywood, Shelly Peiken                                                                                         | DreamIab                   | 3:33  |
| 10. | Give Your Heart A Break                               | Josh Alexander, Billy Steinberg                                                                                       | Alexander, Steinberg       | 3:25  |
| 11. | Skyscraper                                            | Toby Gad, Lindy Robbins, Kerli Koiv                                                                                   | Gad                        | 3:42  |
| 12. | In Real Life                                          | Bleu, Lindsay Ray | Bleu                       | 2:57  |
| 13. | My Love Is Like a Star                                | Gad, James Morrison                                                                                                   | Gad                        | 3:50  |
| 14. | For the Love Of a Daughter                            | William Beckett, Lovato                                                                                               | Gad                        | 4:00  |
| 15. | Skyscraper (Wizz Dumb Remix)                          | Gad, Robbins, Koiv | Gad                        | 3:42  |

| 15. | Rascacielo (Spanish version of "Skyscraper") | Koiv, Gad, Robbins | Edgar Cortázar | 3:43 |

| 16. | Rascacielo (Spanish version of "Skyscraper") | Koiv, Gad, Robbins          | Edgar Cortázar | 3:43 |
| 17. | Aftershock                                   | Amy Pearson, Haywood, James | DreamIab       | 3:11 |
| 18. | Yes I Am                                     | Dapo Torimiro, Renea        | Dapo           | 3:01 |

## Singles
- Skyscraper est le tout premier single de l'album. Il est sorti le 17 juillet 2011 et est arrivé à la dixième place du Billboard Hot 100  en se vendant à plus de 176 000 copies dès la première semaine. Au bout d'un mois, il s'est vendu à plus de 500 000 copies aux États-Unis et a été certifié Disque d'or par la RIAA. Le single a été acclamé par la critique, félicitant la voix de Lovato et les paroles de la chanson. Le clip a été dévoilé 13 juillet 2011. Le 12 april 2012, la chanson est certifiée disque de platine aux États-Unis et a été vendu à près de 1 300 000 d'exemplaires[1],[2]. Après la sortie de la chanson, de nombreuses célébrités ont exprimé leur soutien sur Twitter, notamment; The Veronicas, Kelly Clarkson, Selena Gomez, Lucy Hale, Kim Kardashian, Katy Perry, Jordin Sparks qui a fait les chœurs sur le titre, Ashley Tisdale, Pete Wentz et bien d'autres[3].
- Give Your Heart A Break est le deuxième singlede l'album et est sorti le 23 janvier 2012. La chanson a reçu une acclamation par la critique musicale, faisant l'éloge de la production de la chanson, ainsi que la voix de Lovato.  Le clip a été libéré le 2 avril 2012. Le titre a atteint la première place du classement Top 40 Mainstream (Billboard) et à la 16e place du Billboard Hot 100 et a été certifié double disque de platine aux  États-Unis.

### D'autres morceaux
Beaucoup d'autres chansons de l'album sont entrées dans le Top 100 Singles dès la sortie de l'album sur iTunes. Fix a Heart et Unbroken sont arrivés respectivement aux 68e et 98e places du Top Billboard Hot 100. Demi ne publie qu'un single promotionnel, Fix A Heart , qui sort en septembre 2012.

## Charts
| Chart (2011-2012)                    | Position |
| ------------------------------------ | -------- |
| Australie Classement album           | 20       |
| Argentine Classement album           | 8        |
| Autriche Classement album            | 50       |
| Belgique Classement album(Flanders)  | 25       |
| Belgique Classement album (Wallonia) | 99       |
| Canada Classement album              | 4        |
| Allemagne Classement album           | 63       |
| Allemagne Classement album           | 61       |
| Irlande Classement album             | 44       |
| Italie Classement album              | 22       |
| Japon Classement album               | 271      |
| Mexique Classement album             | 9        |
| ouvelle Zelande Classement album     | 3        |
| Polinésie Classement album           | 68       |
| Espagne Classement album             | 24       |
| Suisse Classement album              | 29       |
| UK Classement album                  | 45       |
| US Billboard 200                     | 4        |

### Fin d'année charts
| Chart (2011)            | Position |
| ----------------------- | -------- |
| US Billboard 200        | 187      |
| Chart (2012)            | Position |
| Brésil Classement album | 71       |
| US Billboard 200        | 149      |
| Chart (2013)            | Position |
| Brésil Classement album | 82       |

## Certifications

### Certifications
| Pays               | Certification | Ventes    |
| ------------------ | ------------- | --------- |
| États-Unis (RIAA)  | Or            | 513 000 + |
| Brésil (ABPD)      | Platine       | 50 000 +  |
| Philippines (PARI) | Or            | 7 500 +   |
| Chili (IFPI)       | Or            | 5 000 +   |

## Distinctions
| Année | Catégorie                 | Prix                                 | Résultat                |            |
| ----- | ------------------------- | ------------------------------------ | ----------------------- | ---------- |
| 2011  | Capricho Awards           | International Song                   | Skyscraper              | Lauréat    |
| 2011  | J-14 Teen Icon Awards     | Iconic Song                          | Skyscraper              | Lauréat    |
| 2011  | Teen Choice Awards        | Choice Summer: Song                  | Skyscraper              | Lauréat    |
| 2012  | Hollywood Teen TV Awards  | Music Video of the Year              | Skyscraper              | Lauréat    |
| 2012  | Irresistible Fanta Awards | Most Irresistible Song as a Ringtone | Give Your Heart a Break | Lauréat    |
| 2012  | J-14 Teen Icon Awards     | Iconic Song                          | Give Your Heart a Break | Lauréat    |
| 2012  | MTV Video Music Awards    | Best Video with a Message            | Skyscraper              | Lauréat    |
| 2012  | Poptastic Awards          | Poptastic Song                       | Skyscraper              | Lauréat    |
| 2012  | Poptastic Awards          | Poptastic Music Video                | Skyscraper              | Lauréat    |
| 2012  | Poptastic Awards          | Poptastic Album                      | Unbroken                | Nomination |
| 2012  | Teen Choice Awards        | Choice Love Song                     | Give Your Heart a Break | Nomination |
| 2012  | Teen Choice Awards        | Choice Summer: Song                  | Give Your Heart a Break | Nomination |